# Mulhouse
Mulhouse kiejtéseⓘ (elzásziul: Milhüsa; németül: Mülhausen) a francia autógyártás egyik központja. Mulhouse-ban található az Európai Fizikai Társaság EPS titkársága. Franciaország kulturális és történelmi városa címet viseli.
Franciaország keleti részén, a svájci és német határ találkozásánál található. Felső-Rajna megye legnagyobb, Elzász régiónak pedig, Strasbourg után, második legnagyobb városa. A Mulhouse Elzász Agglomeráció (MAA) 32 városának legjelentősebbike. A várost az Ill és Doller folyók szelik át.

## Éghajlata
| Hónap                                                    | Jan.  | Feb.  | Már.  | Ápr. | Máj. | Jún. | Júl. | Aug. | Szep. | Okt. | Nov.  | Dec.  | Év    |
| -------------------------------------------------------- | ----- | ----- | ----- | ---- | ---- | ---- | ---- | ---- | ----- | ---- | ----- | ----- | ----- |
| Rekord max. hőmérséklet (°C)                             | 18,8  | 21,7  | 26,5  | 30,0 | 33,3 | 37,0 | 38,9 | 39,4 | 33,7  | 29,6 | 24,3  | 19,9  | 39,4  |
| Átlagos max. hőmérséklet (°C)                            | 5,3   | 7,4   | 12,0  | 16,5 | 20,5 | 24,3 | 26,4 | 26,3 | 21,5  | 15,9 | 9,6   | 6,0   | 16,0  |
| Átlagos min. hőmérséklet (°C)                            | −0,6  | −0,5  | 1,9   | 4,7  | 8,9  | 12,4 | 14,1 | 13,8 | 10,2  | 6,7  | 2,7   | 0,3   | 6,3   |
| Rekord min. hőmérséklet (°C)                             | −20,2 | −21,5 | −17,2 | −6,3 | −3,1 | 0,9  | 4,3  | 4,0  | −0,6  | −6,7 | −13,4 | −19,0 | −21,5 |
| Átl. csapadékmennyiség (mm)                              | 58    | 49    | 50    | 50   | 78   | 68   | 63   | 67   | 61    | 70   | 59    | 75    | 748   |
| Havi napsütéses órák száma                               | 68    | 91    | 146   | 181  | 202  | 228  | 248  | 234  | 168   | 121  | 70    | 62    | 1819  |
| Forrás: Météo France; Infoclimat.fr (humidity 1961–1990) |       |       |       |      |      |      |      |      |       |      |       |       |       |

## Története
Mulhouse írott forrásokban először a 12. században jelent meg, mint az Elzászi szabad városok szövetségének tagja. A város csatlakozott a Svájci Konföderációhoz és annak szabad köztársasága volt egészen 1798. január 4-ig, amikor elfoglalták a franciák.
1870-től 1918-ig Elzász-Lotaringia és vele együtt Mülhausen a Német Birodalomhoz tartozott.
Az első világháború kezdetekor 1914. augusztus 8-án a francia seregek elfoglalták a várost, de két nappal később a németek kiverték őket a városból. Ezt az ütközetet, mint a mülhauseni csatát ismeri a történelem.
Az első világháborút lezáró békeszerződés Elzász-Lotaringiát visszaadta Franciaországnak.
A második világháború idején 1940-től 1944-ig a város ismét Németországhoz tartozott.

## Közlekedés
Mulhouse a Rajna völgyének fontos közlekedési csomópontja.

### Vasút
Közvetlen vasúti fővonal köti össze Belforttal, Strasbourggal, Bázellel és Thann-nal. A TGV LGV Rhin-Rhône vonala Mulhouse és Dijon között 2010-ben készült el. Legfontosabb vasútállomása Gare de Mulhouse-Ville.
A városban egy három vonalból álló villamosüzem is működik, mely 2006-ban nyílt meg, továbbá egy tram-train rendszer is üzemel.

### Közút
Közúton az A35 – L'Alsacienne és az A36 – La Comtoise francia autópályák érintik a várost. Közvetlen és gyors kapcsolatot biztosítva Strasbourg, Németország, Svájc és Franciaország között.

### Repülés
Repülőtere a Bázel–Mulhouse–Freiburg-EuroAirport repülőtér (IATA kód: BSL, MLH, EAP ; ICAO kód: LFSB).

## Látnivalók
- Az 1553-ban rajnai reneszánsz stílusban épült városháza
- A francia Nemzeti Automobil Múzeum (Schlumpf gyűjtemény). Több mint 500 gépkocsi, a világ legnagyobb Bugatti gyűjteményével
- A francia Nemzeti Vasúti Múzeum
- Az evangélikus Stephanskirche (Temple Saint-Étienne)
- A katolikus Stephanskirche (Église Saint-Étienne), az első és legnagyobb példája a neogótikus építészetnek Elzászban
- Az Európa téren található Európatorony. Az 1972-ben épült, már messziről is jól látható a városképet formáló épület. A mulhousei származású építész, François Spoerry tervezte a háromoldalú épületet, amely három, a régióban egymással határos országot, Franciaországot, Németországot és Svájcot jelképezi

## Testvérvárosai
- Walsall, Egyesült Királyság,  1953
- Antwerpen, Belgium,  1956
- Kassel, Németország,  1965
- Bergamo, Olaszország,  1989
- Milwaukee, Amerikai Egyesült Államok
- Chemnitz, Németország,  1990
- Giv'atáyim, Izrael,  1991
- Temesvár, Románia,  1991
- El Khroub, Algéria,  1999
- Sofara, Mali,  2003